# Associazione Calcio Padova 1914-1915
Questa voce raccoglie le informazioni riguardanti la Associazione Calcio Padova nelle competizioni ufficiali della stagione 1914-1915

## Rosa
| N. |                   | Ruolo | Calciatore         |
| -- | ----------------- | ----- | ------------------ |
|    | Italia (bandiera) | A     | Silvio Appiani     |
|    | Italia (bandiera) | A     | Marcello Caneva    |
|    | Italia (bandiera) | D     | Gino Corazza       |
|    | Italia (bandiera) | A     | Bruno Dalla Nora   |
|    | Italia (bandiera) | P     | Aglae Doria        |
|    | Italia (bandiera) | D     | Giuseppe Doria     |
|    | Italia (bandiera) | A     | Giuseppe Germani   |
|    | Italia (bandiera) | D     | Mario Malagoli     |
|    | Italia (bandiera) | D     | Domenico Marchetti |

| N. |                     | Ruolo | Calciatore         |
| -- | ------------------- | ----- | ------------------ |
|    | Italia (bandiera)   | D     | Marini             |
|    | Italia (bandiera)   | A     | Milocco            |
|    | Italia (bandiera)   | D     | Alessandro Monti   |
|    | Italia (bandiera)   | A     | Gaspare Pasta      |
|    | Italia (bandiera)   | D     | Mario Pedrina      |
|    | Italia (bandiera)   | A     | Tito Pedrina       |
|    | Svizzera (bandiera) | A     | Ernesto Peyer      |
|    | Italia (bandiera)   | A     | Giacomo Ciro Turra |
|    | Italia (bandiera)   | A     | Giovanni Zambotto  |

## Risultati

### Prima Categoria

#### Girone di andata
| Arbitro: | Brivio (Verona) |

|             |           |                                     |
| Appiani 70’ | Marcatori | 26’ Bertoli 35’ Galla 41’ Tonini II |

| Arbitro: | Storer (Venezia) |

|                       |           |                                    |
| Turra 50’ Appiani 70’ | Marcatori | 10’, 55’, 88’ Porta 20’, 35’ Corsi |

| Arbitro: | Barbon (Venezia) |

|                        |           |                                                    |
| Dal Dan 70’ Montico ?’ | Marcatori | 23’ (aut.), 46’ (aut.) Micheletto 43’, 65’ Appiani |

| Arbitro: | Storer (Venezia) |

|             |           |             |
| Piccoli 75’ | Marcatori | 50’ Appiani |

| Arbitro: | Barbon (Venezia) |

|                       |           |  |
| Peyer 25’ Appiani 63’ | Marcatori |  |

#### Girone di ritorno
| Arbitro: | Resegotti (Milano) |

|                                                                                                |           |                        |
| A. Tonini 5’, 7’, 10’ G. Tonini 30’ Cozza 40’, 50’ Baggio 60’ Casalini 65’ Vallesella 75’, 80’ | Marcatori | 20’ Zambotto 49’ Peyer |

| Arbitro: | Bianchi (Milano) |

|                                                         |           |                              |
| Corsi 11’, 50’, 55’ Porta 20’, 30’ Paroni 65’ Costa 75’ | Marcatori | 35’ (rig.) Appiani 70’ Peyer |

| Arbitro: | Ambrosini (Torino) |

|                                             |           |             |
| Milocco 20’ Turra 30’ Peyer 60’ Appiani 65’ | Marcatori | 40’ Dal Dan |

| Arbitro: | Storer (Venezia) |

|                                   |           |                                                  |
| Appiani 20’, 50’ (rig.) Peyer 30’ | Marcatori | 5’, 25’, 80’ Vecchina 16’ Padovan 82’ Migliorini |

| Arbitro: | Moda (Milano) |

|                               |           |                      |
| Romaro I 16’, 29’ Azzolin 76’ | Marcatori | 1’ Appiani 85’ Pasta |

## Statistiche

### Statistiche di squadra
| Competizione               | Punti | In casa | In casa | In casa | In casa | In casa | In casa | In trasferta | In trasferta | In trasferta | In trasferta | In trasferta | In trasferta | Totale | Totale | Totale | Totale | Totale | Totale | DR  |
| Competizione               | Punti | G       | V       | N       | P       | Gf      | Gs      | G            | V            | N            | P            | Gf           | Gs           | G      | V      | N      | P      | Gf     | Gs     | DR  |
| -------------------------- | ----- | ------- | ------- | ------- | ------- | ------- | ------- | ------------ | ------------ | ------------ | ------------ | ------------ | ------------ | ------ | ------ | ------ | ------ | ------ | ------ | --- |
| Prima Categoria - girone F | 7     | 5       | 2       | 0       | 3       | 12      | 14      | 5            | 1            | 1            | 3            | 11           | 23           | 10     | 3      | 1      | 6      | 23     | 37     | -14 |

### Statistiche dei giocatori
| Giocatore    | Prima Categoria | Prima Categoria |
| Giocatore    | Presenze        | Reti            |
| ------------ | --------------- | --------------- |
| S. Appiani   | 10              | 11              |
| G. Corazza   | 10              | 0               |
| A. Doria     | 10              | -37             |
| G. Doria     | 5               | 0               |
| G. Germani   | 9               | 0               |
| M. Malagoli  | 7               | 0               |
| D. Marchetti | 10              | 0               |
| Marini       | 8               | 0               |
| Milocco      | 10              | 1               |
| G. Pasta     | 1               | 1               |
| E. Peyer     | 10              | 5               |
| G. Turra     | 10              | 2               |
| G. Zambotto  | 10              | 1               |